# Gijs Vermeulen

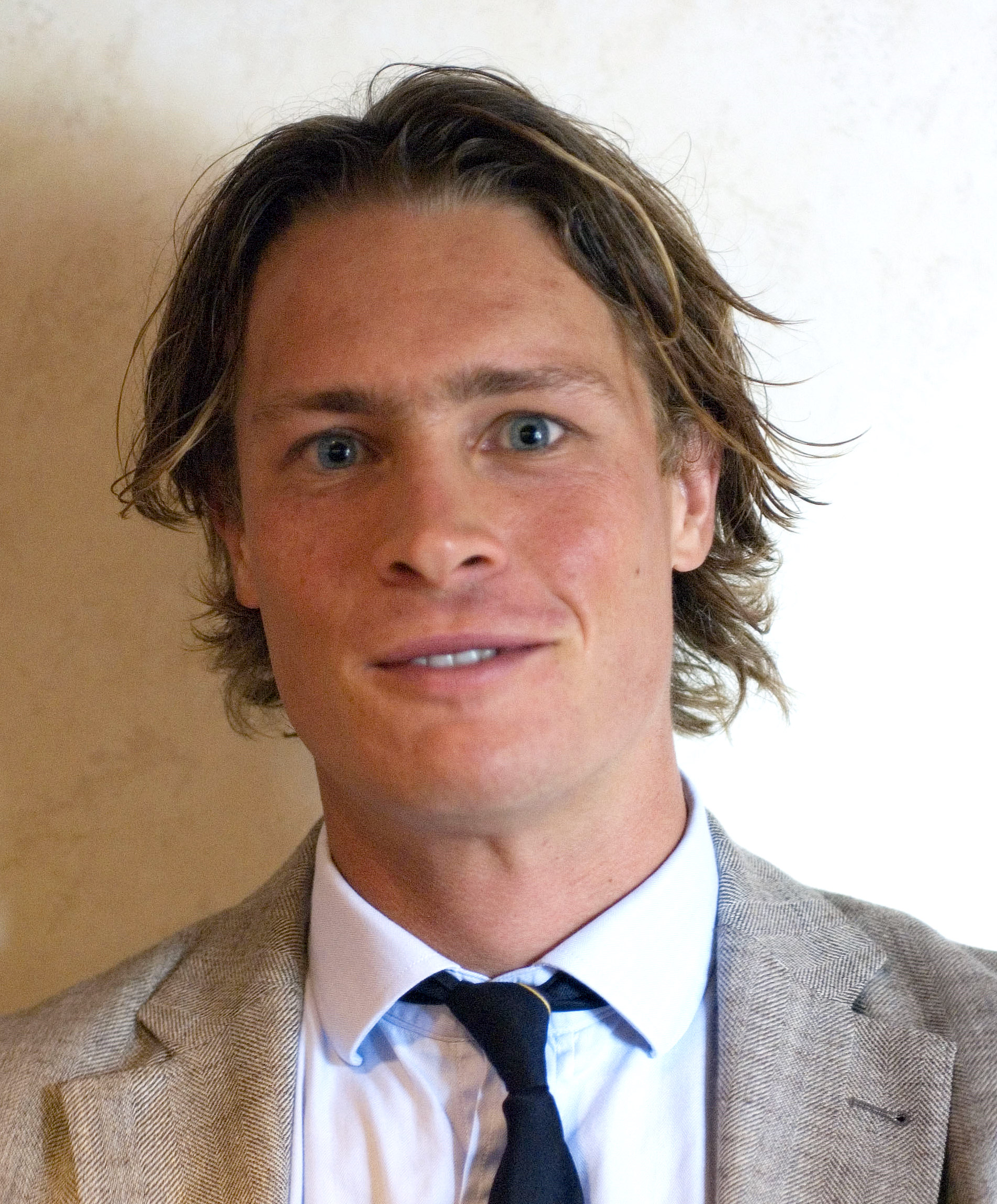
Gijs Vermeulen (2007)

Gijsbert „Gijs“ Theodor Vermeulen (* 7. Mai 1981 in Amsterdam) ist ein ehemaliger niederländischer Ruderer.

## Karriere
Der 1,89 m große Vermeulen trat 1998 bei den Junioren-Weltmeisterschaften im Doppelvierer an und belegte den siebten Platz, 1999 erreichte er im Einer den vierten Platz. 2001 startete Vermeulen im Doppelzweier bei den U23-Weltmeisterschaften und belegte den sechsten Platz. Im gleichen Jahr debütierte er auch im Ruder-Weltcup. 2002 folgte auf einen zehnten Platz im Doppelzweier bei den U23-Weltmeisterschaften der elfte Platz im Doppelvierer bei den Weltmeisterschaften in der Erwachsenenklasse. 2003 belegten Matthijs Vellenga und Gijs Vermeulen im Doppelzweier den vierten Platz beim Weltcup in Mailand. Bei den Weltmeisterschaften erreichten die beiden nur das D-Finale und belegten den 19. Platz. 2004 gehörten Vermeulen und Vellenga zum niederländischen Achter, der bei den Olympischen Spielen in Athen die Silbermedaille hinter dem US-Achter gewann.
2005 belegten Geert Cirkel, Jan-Willem Gabriëls, Matthijs Vellenga und Gijs Vermeulen im Vierer ohne Steuermann sowohl beim Weltcup in Luzern als auch bei den Weltmeisterschaften in Gifu den zweiten Platz hinter dem britischen Vierer. In der gleichen Besetzung gewannen die Niederländer sowohl bei den Weltmeisterschaften 2006 als auch bei den Weltmeisterschaften 2007 die Bronzemedaille. Bei den Olympischen Spielen 2008 in Peking erreichten die drei Medaillengewinner der Weltmeisterschaften 2007, Neuseeland, Italien und die Niederlande, lediglich das B-Finale, Neuseeland gewann das Rennen vor den Niederländern, die damit den achten Platz in der Gesamtwertung belegten.